# Pajeú do Piauí
Pajeú do Piauí es un municipio brasileño del estado del Piauí. Se localiza a una latitud 7°51′22″ S y a una longitud 42°49′19″ O, estando a una altitud de 290 metros. Su población estimada en 2004 era de 2.670 habitantes.
Posee un área de 1238,8 km².